# Toto Cutugno
Salvatore "Toto" Cutugno, född 7 juli 1943 i Fosdinovo i Toscana, död 22 augusti 2023 i Milano, var en italiensk sångare, låtskrivare och musiker, mest känd för omvärlden efter sin seger i Eurovision Song Contest 1990 med låten Insieme: 1992. Han var jämte Gigliola Cinquetti programledare för Eurovision Song Contest 1991 som sändes från Rom.
Toto Cutugno började som textförfattare till olika artister i början på 1970-talet, bland annat till Adriano Celentano och Domenico Modugno. 1976 gav han tillsammans med sitt band Albatross ut deras debutalbum och samma år deltog de i San Remo-festivalen med låten L’Albatross. 
Genom åren har Cutugno deltagit åtta gånger på San Remo-festivalen men bara vunnit en gång, 1980 med låten ”Solo noi”.
Cutugno avled den 22 augusti 2023, 80 år gammal, på San Raffaele Hospital i Milano, där han hade varit inlagd för prostatacancer.

## Diskografi
Ett urval.
- Come ieri, come oggi, come sempre (1976)
- Voglio l'anima (1979)
- Innamorata, innamorato, innamorati (1980)
- La mia musica (1981)
- L'italiano (1983)
- Azzurra malinconia (1986)
- Mediterraneo (1987)
- Solo noi (1990)
- Insieme (1990)
- Non è facile essere uomini (1991)
- Voglio andare a vivere in campagna (1995)
- Canzoni nacoste (1997)
- Il treno va (2002)
- Cantando (2004)
- Come noi nessuno al mondo (2005)
- Un falco chiuso in gabbia (2008)